# Affaire 39 hectares à Abomey-Calavi
Le texte peut changer fréquemment, n’est peut-être pas à jour et peut manquer de recul. 
Le titre et la description de l'acte concerné reposent sur la qualification juridique retenue lors de la rédaction de l'article et peuvent évoluer en même temps que celle-ci.
 (décembre 2022).
L’affaire 39 hectares est une affaire judiciaire béninoise commencée en décembre 2020 dans un contexte d’expropriation d’un domaine de 39 ha dans la commune d'Abomey-Calavi.

## Contexte
L'Affaire tourne autour de la vente de parcelles d'un domaine de 39 hectares. L’ex-ministre Barnabé Dassigli émet des soupçons d'escroquerie, d'usage de faux et d'abus de fonction dans des conventions de vente de ces parcelles.
Georges Bada, ancien maire de la commune concernée d'Abomey-Calavi et 10 autres personnes sont déposées à la prison civile d’Abomey-Calavi le lundi 7 décembre 2020 après une audition chez le procureur.

## Procès et condamnation
Le mardi 21 septembre 2021, La cour de répression des infractions économiques et du terrorisme (CRIET) condamne plusieurs personnes de 2 à 10 ans d'emprisonnement. L'ancien maire Georges Bada, le principal accusé et son adjoint, Victor Adimi, écopent de six ans de prison ferme et d'une amende de 5 millions de FCFA pour complicité d’abus de fonction. Plusieurs autres personnes sont également condamnées dont Bernard Hounsou, le chef d'arrondissement central d'Abomey-Calavi.
Kpohinto-Zossou, proche de l'ancien ministre Barnabé Dassigli est condamnée à 5 ans d'emprisonnement ferme. Basilia Didavi, est condamnée à une peine d'emprisonnement de deux (2) ans ferme. Léon Godomey Kpobli et Noël Toffon sont condamnés à 5 ans.
Plusieurs personnes sont relaxées,.

## Mise aux arrêts et évasion de Georges Bada
Gardé à la prison civile de Adjagbo dans la commune d’Abomey-Calavi, Georges Bada est admis au CNHU Hubert Koutoukou Maga pour des soins[Quand ?]. Sébastien Kinsiclounon, ancien Secrétaire général de la mairie d’Abomey-Calavi, condamné aussi dans le même dossier, meurt dans le même établissement hospitalier dans la nuit du jeudi 17 au vendredi 18 mars 2022. Dans la même nuit, Georges Bada s'évade,,,,.